# Люди, пов'язані з Дніпром
Особи, пов'язані з містом Дніпро

## А
- Абриньба Дмитро Ілліч (1885—1918) — полковник, командир Гайдамацького куреня армії УНР, загинув у місті.
- Агієнко Віктор — Герой Радянського Союзу, народився і помер у Дніпрі.
- Акінфієв Іван — український ботанікогеограф і флорист.
- Андрющенко Володимир Миколайович (1969—2015) — старший сержант Збройних сил України, учасник російсько-української війни 2014—2017.
- Аніскін Олександр Дмитрович (1918—1943) — Герой Радянського Союзу
- Арнштам Лев — радянський кінорежисер, сценарист, Народний артист РРФСР (1969).
- Архипов Герман Борисович — актор, режисер, продюсер, театральний педагог, професор, заслужений діяч мистецтв України (2016).
- Лія Ахеджакова — радянська та російська акторка.

## Б
- Іван Бабушкін — більшовик, агент газети «Іскра», революціонер
- Леонід Бачинський — український письменник, громадський діяч, педагог, журналіст
- Валентина Бекетова — Заслужений працівник культури України, кандидат історичних наук, музеєзнавець, краєзнавець, геральдист.
- Віталій Білахів — сотник Армії УНР
- Володимир Білецький — український науковець, керівник проекту, автор і редактор першої української «Гірничої енциклопедії»
- Олена Блаватська — засновниця теософського товариства
- Стефан Богацький — козак 4-ї Київської дивізії Армії УНР, Герой Другого Зимового походу
- Леонід Брежнєв — Генеральний секретар КПРС, маршал Радянського Союзу, чотири рази Герой Радянського Союзу, Герой Соціалістичної Праці
- Бузицьков Іван Дмитрович — Герой Радянського Союзу, похований на Сурсько-Литовському кладовищі. Д

## В
- Борис Воронцов-Вельямінов — радянський астроном, член-кореспондент Академії педагогічних наук СРСР (1947). Народився у Катеринославі
- Волошин Олександр Йович — Герой Радянського Союзу
- Валерій Ваховський — професійний український кіберспортсмен у дисципліні Counter-Strike: Global Offensive, більш відомий як «b1t».

## Г
- Галич (Гінзбург) Олександр — радянський бард, поет, драматург, дисидент, емігрант.
- Гамянін Василь Іванович — український дипломат, перекладач, китаєзнавець.
- Гарагаш Олександр Дементійович — політичний діяч СРСР.
- Гладкий Володимир Ілліч (1929—2003) — український живописець і педагог.
- Лазар Глоба — козацький осавул і садівник, засновник 2-х головних парків Дніпра (ім. Глоби та ім. Т.Шевченка).
- Головко В'ячеслав Ілліч — український науковець в галузі металургії, педагог, доктор технічних наук.
- Гончар Олесь Терентійович — письменник, Герой України(2005, посмертно), Герой Соціалістичної Праці, автор роману Собор.
- Горбаченко Володимир Семенович (1924—1987) — український радянський живописець.
- Горянський Володимир Вікторович — актор, телеведучий, народний артист України.
- Грімм Петро Павлович (1898—1979) — український і французький живописець.
- Грузенберг Сергій Миколайович (1888—1934)— радянський архітектор, художник-графік, професор кафедри архітектури Єврейського Політехнічного інституту (ЄПІ).
- Гусєв Анатолій Олексіович — радянський співак, професор техніки співу (Мілан, Італія).

## Ґ
- Головня Олександр Антонович — Герой Радянського Союзу.

## Д
- Двоскін Олександр Олександрович — російський композитор
- Демиденко Сергій Володимирович (1972—2014) — український військовий, загинув при виконанні бойових обов'язків, під час АТО
- Дикий Олексій Денисович — радянський актор українського походження, режисер
- Дробинський Петро Маркович — козак технічної сотні 4-ї Київської дивізії Армії УНР, Герой Другого Зимового походу
- Дюрич Ігор Олексійович — український художник, продюсер, політичний технолог. Народився у Дніпрі

## Е
- Ейсмант Олег Володимирович (1974—2014) — український військовий, загинув при виконанні бойових обов'язків, під час АТО

## Є
- Єжи Єнджеєвич — польський письменник, перекладач, літературознавець.

## З
- Павло Загребельний — український письменник історичного жанру, голова Спілки письменників України, Герой України

## І
- Івашко Володимир — Голова Верховної Ради УРСР, 1-й секретар КПУ, радянський партійний та державний діяч
- Ізвольський Петро Петрович — російський політик, оберпрокурор Священноуправляющого Синоду в 1906-1909 рр., член Державної Ради в 1912-1916 рр., тодішній священнослужитель, православний
- Ізмайлова Олена Давидівна — радянська і російська актриса театру та кіно.

## К
- Касьяненко Ганна Григорівна — українська літературна перекладачка, педагог, діячка українського національного відродження.
- Катерина ІІ — російська цариця, ініціаторка захоплення і зросійщення Запорожжя і інших земель нинішньої Південної України, у тому числі Кримського ханства. На її честь було названо місто на знов приєднаних до Російської імперії землях Запорожжя. Разом з австрійським імператором Йосипом заклала Катеринослав.
- Кащенко Адріан Феофанович — діяч «Просвіти», український письменник, громадський діяч
- Кирющенко Олексій Адольфович — актор і режисер театру і кіно, сценарист, продюсер.
- Ковальова Ірина Федорівна — український археолог, історик, громадський діяч
- Коломойський Ігор Валерійович — голова фінансової групи «Приват», голова Дніпропетровської обласної державної адміністрації у 2014—2015 рр., підприємець
- Копилов Мина Семенович — купець першої гільдії, гласний міської Думи м. Катеринослава, комерції радник, почесний громадянин Катеринослава, власник вугільних шахт та будівельних компаній, підрядник у спорудженні залізниць, добродійник.
- Кравченко Віктор Андрійович — радянський державний діяч, втікач
- Коляденко Дмитро Валерійович — хореограф, танцівник, співак, телеведучий.
- Кучеревський Євген Мефодійович — український футбольний тренер.
- Кучма Леонід Данилович — президент України, прем'єр-міністр України, директор ПМЗ, політичний та державний діяч

## Л
- Павло Лазаренко — прем'єр-міністр України, лідер партії ВО «Громада», голова Дніпропетровської ОДА
- Анастасія Лебідь (* 1993) — українська легкоатлетка; спеціалізується в бігу на 400 метрів.
- Віталій Левенець (1930—2020) — український лікар-науковець в галузях ортопедії та травматології, доктор медичних наук.
- Іван Лєшко-Попель — польський шляхтич, громадський діяч Катеринослава, лікар
- Валерій Лобановський — український футбольний тренер, Герой України (2002, посмертно)
- Леві Іцхак Шнеєрсон — головний рабин Катеринослава з 1909 по 1939

## М
- Олександр Макаров — радянський український ракетобудівник, багаторічний директор ПМЗ, двічі Герой Соціалістичної Праці, депутат Верховної Ради СРСР, Почесний громадянин м. Дніпра (1978)
- Іван Манжура — український поет та етнограф
- Леонід Маслов — інженер-архітектор, дослідник архітектури Західної Волині, народився в Катеринославі, страчений нацистами в 1943 році (м. Здолбунів)
- Ярослава Магучіх — українська легкоатлетка, рекордсменка світу зі стрибків у висоту.
- Віктор Міркін — французький адвокат єврейського походження, учасник Другої світової війни.
- Володимир Мелешко — український науковець-металург, фахівець з листового металу та вальцювання, доктор технічних наук.

## Н
- Наіль Ісмайлов — український письменник.
- Небоженко Володимир Павлович — скульптор, заслужений художник України.
- Неволов Василь Васильович — актор, режисер, драматург, сценарист, перекладач, театральний педагог, кандидат мистецтвознавства, професор, Лауреат Державної премії імені І. П. Котляревського, заслужений діяч мистецтв України.
- Новожилов Михайло Галактіонович — український радянський науковець у галузі відкритої гірничої технології, педагог, доктор технічних наук.

## О
- Остренко Віктор Якович (1917-1994) — член-кореспондент АН УРСР, лауреат Державної премії СРСР 1968 та 1979 років.
- Олександр Вікторович Желтяков (нар. 15 листопада, 2005) — український плавець, чемпіон Європи, чемпіон світу серед юніорів, призер юніорського чемпіонату Європи, рекордсмен України.

## П
- Підмогильний Валер'ян Петрович — український письменник, автор роману «Місто», репресований та страчений
- Петров Віктор Платонович — український письменник
- Петровський Григорій Іванович — більшовик, Голова ВУЦВК, Герой Соціалістичної Праці, організатор Голодомору, на його честь місто мало назву Дніпропетровськ
- Пінчук Віктор Михайлович — голова фінансової групи «Інтерпайп», народний депутат України 3-4 скликань, меценат, зять Л. Д. Кучми.
- Покулитий Костянтин Іванович (нар. 1934) — український живописець.
- Поль Олександр Миколайович — відкривач Кривбаса, ініціатор розбудови промисловості у місті, засновник історичного музею
- Григорій Потьомкін-«Таврійський» —російський князь, фаворит Катерини ІІ, полководець, перший розбудовник Катеринослава, намісник Катерини ІІ у південних володіннях Російської імперії.
- Пустовойтенко Валерій — прем'єр-міністр України, міський голова Дніпра, український державний діяч, голова НДП.
- Пічник — відомий міський вандал

## Р
- Федір Решетніков — маляр соцреалізму

## С
- Самокишин Роман — полковник Армії УНР, відзначився у боях за місто з більшовиками і махновцями в січні 1919
- Семенцова Надія Мефодіївна (1927—2001) — радянська і російська кіноактриса
- Сильянова Наталія Василівна (* 1971) — українська баскетболістка, чемпіонка Європи 1995 року.
- Слєсаренко Сергій Володимирович — український вчений-комбустіолог, винахідник. Відзначився у наданні медичної допомоги пораненим українським захисникам
- Смоляк Яків Володимирович (*1925) — радянський драматург
- Іван Сокульський — поет, радянський дисидент, член УГС
- Сообцокова Вікторія Володимирівна (* 1973) — радянська і українська баскетболістка, учасниця Олімпійських ігор 1996 року. 2007 року принесла перше в історії чемпіонство України баскетбольного клубу «Дніпро». Майстер спорту України.
- Іван Старов — російський архітектор, автор генерального плану Катеринослава
- Іван Сулима — козацький отаман: 1635 р. заволодів польською фортецею Кодак, страчений польським окупантами
- Сурначевська Раїса Нефедівна — радянська льотчиця, учасниця Великої Вітчизняної війни.
- Супрун Ілля Костянтинович (1998-2022) - лейтинат загинув 10 січня 2022 року.

## Т
- Юлія Тимошенко — прем'єр-міністр України, лідер «Блоку Юлії Тимошенко» та партії «Батьківщина», народний депутат України
- Сергій Тігіпко — український банкір, урядовець й політик, голова партії «Сильна Україна», екс-голова НБУ
- Володимир Тертишник  — український правник, поет.

## Ф
- Фенько Олена Миколаївна (1976—2013) — українська баскетболістка. Семиразова чемпіонка України з баскетболу
- Файнциммер Олександр Михайлович (1905—1982) — радянський російський кінорежисер.

## Ц
- Цесарська Емма Володимирівна — російська актриса

## Ч
- Чебриков Віктор Михайлович — голова КДБ СРСР з грудня 1982 до 1988, в 1988—1989 рр. — секретар ЦК КПРС.
- Череватенко Леонід Васильович — український поет, мистецтвознавець, кінокритик, сценарист, лауреат Республіканської премії ім. О. Білецького. Лауреат Національної премії України ім. Т. Г. Шевченка.
- Чехранов Вадим Дем'янович — український радянський науковець-металург, лауреат Державної премії УРСР в галузі науки і техніки.
- Чукмасов Сергій Федорович — український радянський технолог-машинобудівник, триболог, доктор технічних наук.

## Ш
- Шевченко Олександр Андрійович — науковець-металург родом з Катеринослава, член-кореспондент АН УРСР.
- Шевченко Тарас Григорович — український поет і художник, Великий кобзар, зупинявся під час подорожі на Хортицю.
- Шифрін Володимир Мусійович — український науковець в галузі металургії.
- Шнеєров Яків Аронович — український, російський і радянський металург, науковець, доктор технічних наук.
- Менахем-Мендл Шнеєрсон — 7-й Любавицький ребер, юдейський проповідник, релігійний та громадський діяч.

## Щ
- Щуренко Тетяна (* 1976) — українська легкоатлетка-олімпійка, майстер спорту України міжнародного класу.

## Ю
- Юньков Яким Арсентійович — український радянський науковець-гравіметрист, геологорозвідник родовищ корисних копалин, педагог, доктор геолого-мінералогічних наук.

## Я
- Яблонський Дмитро Нилович — архітектор, співавтор низки проектів великоблокових будинків у Дніпрі
- Дмитро Яворницький — український історик, письменник, краєзнавець, дослідник козацтва, засновник місцевого краєзнавчого музею, що носить його ім'я
- Михайло Янгель — радянський ракетобудівник, конструктор, академік АН УРСР та АН СРСР, двічі Герой Соціалістичної Праці